# 溧阳路
溧阳路是中国上海市虹口区的一条道路，在1943年租界交接以前的路名为狄思威路（Dixwell Road），1983年四平路拓宽后，部分路段并入四平路，现余不相接的两段。

## 历史
南起黄浦江畔，沿虹口港东岸辟筑，过嘉兴路后折向东北，再折向西北至北四川路。全长2661米。1889年至1916年间陆续辟筑。其中嘉兴路以南属于租界内道路；嘉兴路以北属于越界筑路。1943年，汪精卫政府接收上海公共租界后，将其改名为溧阳路。

## 特色
南部原租界内部分兴建较早，沿路多为石库门里弄住宅；北段越界筑路部分形成于1920年代以后，多为花园洋房和新式里弄，除了有不少日本侨民聚居此处以外，在1930年代前后，有许多文化名人选择此处居住。2003年，该路北段被列入山阴路历史文化风貌区，沿路近代建筑受到整体保护。

## 沿线近代建筑
- 1084弄、1114弄、1156弄、1203弄、1208弄  花园住宅区
  - 1156弄10号 金仲华旧居
- 1219、1221、1235、1237、1251、1253、1267、1269、1281、1283、1295、1297、1311、1313、1298、1331、1338号  花园住宅区   
  - 1335弄5号  曹聚仁旧居
  - 1269号 郭沫若溧阳路旧居
- 1338号 四川北路派出所，原狄思威路捕房
- 1359号二楼 鲁迅存书室

## 交汇道路（由南向北）
- 东百老汇路
- 麦克脱路(马厂路)
- 东熙华德路（东长治路）
- 东汉璧礼路
- 东有恒路
- 鸭绿路
- 沙泾路
- 汤恩路（哈尔滨路）
- 东嘉兴路
- 欧嘉路
- 天同路
- 其美路（四平路）
- 宝安路
- 北四川路